# غاليوتو الأول مالاتيستا
غاليوتو الأول مالاتيستا (ريميني، 1299 - تشيزينا، 1385) كوندوتييرو إيطالي . و كان حاكم ريميني وفانو وأسكولي بيتشينو وتشيزينا وفوسومبروني .